# Castelo de Aoba
O Castelo de Aoba (em japonês 青葉城, Aoba-jō) também conhecido como Castelo Sendai (Sendai-jō, 仙台城), foi o castelo da família Date.
Construído por Date Masamune no topo do Monte Aoba, um ponto estratégico para a defesa da cidade de Sendai, este castelo foi um dos pontos nevrálgicos da Ouetsu Reppan Domei durante a Guerra Boshin, quando Date Yoshikuni era o senhor de Sendai. O novo governo tomou conta do castelo depois da rendição de Sendai, sendo parcialmente desmantelado na década de 1870.
Muitos dos edifícios que compunham o castelo foram danificados nos bombardeamentos de Sendai durante a Segunda Guerra Mundial, mas algumas secções do castelo permaneceram intactas, e uma grande parte, onde se incluem a base de pedra, algumas muralhas e algumas estruturas de madeira, foram recuperadas, ou estão a sê-lo actualmente.
No castelo existe ainda o tempo Gokoku (Gokoku-jinja, 護国神社), e uma grande estátua equestre de Date Masamune.